# Vuelo 634 de Turkish Airlines
El vuelo 634 de Turkish Airlines fue un vuelo regular nacional de pasajeros desde el centro de operaciones de Turkish Airlines, en el aeropuerto Atatürk de Estambul al aeropuerto de Diyarbakır, en el sureste de Turquía. El 8 de enero de 2003 a las 20:19 EET (18:19 UTC), la aeronave que operaba el vuelo, un Avro RJ100 de British Aerospace, golpeó el suelo en la aproximación final aproximadamente a 900 metros (3.000 pies) antes del umbral de la pista durante las inclemencias del tiempo. En el siguiente impacto, fue a dar contra una pendiente, cayendo, y posteriormente se produjo un incendio al accidente que mató a 75 de los 80 ocupantes, incluidos ambos pilotos.

## Aeronave
La aeronave involucrada en el accidente era un British Aerospace Avro RJ100 construido en 1993 con el número de serie del fabricante E3241. Propiedad de Trident Jet (Dublin) Limited, estaba equipado con cuatro motores turbofan Lycoming LF507-1F y fue entregado a la aerolínea en marzo de 1994. En el momento del accidente, había acumulado un total de 20.000 horas de vuelo en un total de 17.000 ciclos de vuelo.

## Tripulación y pasajeros
La tripulación constaba de dos pilotos y tres auxiliares de vuelo. El capitán Alaaddin Yunak, un expiloto de la Fuerza Aérea Turca de 34 años, se había unido a Turkish Airlines en 1995 y había acumulado 6.309 horas de vuelo en total. El primer oficial Ismail Altug Ulusu, de 33 años, se unió a Turkish Airlines en 1998 y desde entonces registró 2.052 horas de vuelo en total. El vuelo llevaba 75 pasajeros. De las 80 personas a bordo, inicialmente seis pasajeros sobrevivieron, pero uno luego murió en el hospital por sus heridas.

## Accidente
El vuelo 634 partió del aeropuerto Atatürk de Estambul a las 18:43 EET (16:43 UTC) para el vuelo de casi dos horas a Diyarbakır en el sureste de Turquía. Aproximadamente una hora después del vuelo y a 40 millas náuticas (70 km) del aeropuerto de destino, la tripulación se puso en contacto con el control de aproximación del aeropuerto de Diyarbakir, que autorizó el vuelo para acercarse al aeropuerto desde el sur por la pista 34 utilizando el rango omnidireccional VHF, un tipo de vuelo corto-sistema de radionavegación de alcance que permite a las aeronaves con una unidad receptora determinar su posición y mantener el rumbo, e instruyó a la tripulación a descender a 9.000 pies (2.700 m).
El informe meteorológico transmitido a la tripulación por el controlador indicó que no había vientos y una visibilidad de 3500 metros (1,9 millas náuticas).
Cuando el vuelo estaba a 8 millas náuticas (15 km) de la pista 34 y a una altitud de 5,000 pies (1,500 m), el control de tráfico aéreo ordenó a la tripulación que continuara la aproximación e informara tan pronto como hubieran establecido contacto visual con la pista. La tripulación reconoció la llamada y preparó la aeronave para el aterrizaje, desplegando el tren de aterrizaje y extendiendo los flaps. Continuando con el descenso, la aeronave alcanzó su altitud mínima de descenso (MDA) de 2.800 pies (850 m), la altitud más baja a la que se autoriza el descenso en la aproximación final o durante las maniobras de círculo a tierra en la ejecución de un procedimiento de aproximación por instrumentos estándar donde no se proporciona una senda de planeo electrónica (el aeropuerto no estaba equipado con un sistema de aterrizaje por instrumentos), pero ambos pilotos dijeron que aún no tenían ninguna referencia visual a la pista o su sistema de iluminación de aproximación debido a la espesa niebla. Un piloto distinguió algunas luces en la distancia, pero no estaba seguro de a qué pertenecían exactamente.
No obstante, violando los procedimientos estándar, el capitán decidió continuar la aproximación hasta 1 milla (1,6 km) de la pista y descendió más a 500 pies (150 m) y más allá, muy por debajo de la MDA. A 1 milla (1,6 km) del umbral de la pista y a una altitud de 200 pies (60 m) (que en este caso constituía la altura de decisión), el sistema de alerta de proximidad al suelo (GPWS) comenzó a activar alarmas auditivas. Ocho segundos después, la tripulación decidió abortar el aterrizaje e inició una maniobra, pero antes de poder ejecutar el comando golpeó el suelo con la superficie inferior del fuselaje y el tren de aterrizaje a las 20:19 EET (18:19 UTC), A 900 metros (3.000 pies) del umbral de la pista 34 y a 30 metros (100 pies) de luces de aproximación a una velocidad de alrededor de 131 nudos (243 km/h).
La aeronave se deslizó en el suelo durante unos 200 metros (660 pies) mientras comenzaba a desintegrarse. Finalmente, chocó contra una pendiente, se rompió en tres piezas principales, explotó y se incendió; la mayoría de los cuerpos y partes de los restos fueron quemados. Los escombros se esparcieron en un área de aproximadamente 800 metros cuadrados (8600 pies cuadrados).
El impacto mató instantáneamente a ambos pilotos, los tres auxiliares de vuelo y 69 de los 75 pasajeros. Seis pasajeros sobrevivieron, uno de los cuales, sin embargo, falleció más tarde por sus heridas en el hospital.

## Operaciones de búsqueda y rescate
Dado que el lugar del accidente estaba dentro de los límites del aeropuerto, los equipos de búsqueda y rescate del 2º Comando Táctico de la Fuerza Aérea estacionados en la Base Aérea Diyarbakır, que incluían dos helicópteros, se desplegaron rápidamente. Sin embargo, ninguno de los helicópteros pudo participar en los esfuerzos de rescate debido a la densa niebla que, según relatos de testigos presenciales, en ocasiones estaba por debajo de un metro. Se desplegaron numerosos camiones de bomberos y ambulancias para extinguir el incendio posterior al accidente y rescatar a las víctimas.

## Investigación
La investigación del accidente estuvo a cargo de la Dirección General de Aviación Civil de Turquía (DGCA). Ambos registradores de vuelo, el registrador de voz de cabina (CVR) y el registrador de datos de vuelo (FDR), se encontraron intactos y se enviaron a los laboratorios de Turkish Airlines para su análisis.
Según los registros, se descubrió que el capitán Yunak y el primer oficial Ulusu estaban debidamente capacitados, calificados y experimentados. Descansaron lo suficiente antes de presentarse a trabajar el día del accidente. Las pruebas de drogas y alcohol arrojaron resultados negativos.
Los investigadores también centraron su atención en la aeronave, pero no pudieron detectar ninguna anomalía. Todas las comprobaciones de mantenimiento se completaron correctamente. Un examen minucioso de los motores reveló que funcionaban normalmente en el momento del accidente. La aeronave se configuró correctamente para el aterrizaje (los flaps y el tren de aterrizaje se extendieron correctamente y el altímetro se configuró correctamente) y el sistema de advertencia de proximidad al suelo (GPWS) también produjo alarmas que se podían escuchar fácilmente en las grabaciones del CVR.
Los equipos de búsqueda y rescate que acudieron inmediatamente al lugar para responder al accidente informaron de una espesa niebla en el lugar del accidente y se quejaron de la falta de visibilidad que, según su relato, a veces era tan baja como 1 metro (3 pies). Esto contradice claramente el informe meteorológico que el controlador de tráfico aéreo del aeropuerto de Diyarbakır había transmitido a la tripulación minutos antes del accidente. Según ellos, el fuego ni siquiera se pudo ver hasta que llegaron al lugar.
El análisis del FDR y el CVR reveló que en el momento en que la aeronave chocó contra el suelo tenía un rumbo de 339° (norte-noroeste, en línea con la línea central de la pista) y 900 metros (3000 pies) por debajo del umbral de la pista. 34 en un ángulo de inclinación positivo de cinco grados (que corresponde a una ligera posición de nariz hacia arriba). Se descubrió que el piloto automático se había activado hasta poco tiempo antes del accidente.

### Informe final
La investigación se completó unos dos años después, en abril de 2005, y concluyó que:

1. La tripulación no respondió adecuadamente a las advertencias producidas por el GPWS y, en cambio, insistió en aterrizar a pesar de la insuficiente referencia visual a la pista y su entorno.
2. La espesa niebla contribuyó a la causa del accidente.

La Asociación de Pilotos de Aerolíneas de Turquía declaró que un sistema de aterrizaje por instrumentos podría haber evitado el accidente.